# 25834 Vechinski
25834 Vechinski este un asteroid din centura principală de asteroizi.

## Descriere
25834 Vechinski este un asteroid din centura principală de asteroizi. A fost descoperit pe 5 martie 2000 la Socorro, New Mexico, în cadrul proiectului LINEAR. Asteroidul prezintă o orbită caracterizată de o semiaxă mare de 2,69 ua, o excentricitate de 0,12 și o înclinație de 4,9° în raport cu ecliptica.